# 松浦誠
松浦 誠（まつうら まこと、1944年12月15日 - ）は、日本の経営者。日本ペイント社長、会長を務めた。

## 経歴
鳥取県出身。1970年に大阪大学大学院理学研究科を修了し、同年4月に日本ペイントに入社。1997年4月に理事に就任し、1999年6月に取締役、2001年6月に常務、2004年4月に専務を経て、2005年6月には社長に就任。2009年4月に取締役に就任し、同年6月には相談役に就任。